# 今昔百鬼拾遗 (小说系列)
今昔百鬼拾遗（小说）是京极夏彦的妖怪侦探小说，是百鬼夜行系列的番外篇。书名取自鸟山石燕的美术书籍《今昔百鬼拾遺》。

## 概要
今昔百鬼拾遗主要登场人物为百鬼夜行系列小说中登场的人物中禅寺敦子和 《络新妇之理》中登场的吴美由纪。时间设定在昭和29年（1954年）。
日版一开始由讲谈社、角川文库和新潮社以“三社横断京极夏彦新刊祭”的名义，出版了三本单独的小说，分别为《鬼》《河童》和《天狗》。
于2020年又出版了三本的合订版并命名为《今昔百鬼拾遗：月》。
预计还将出版《今昔百鬼拾遗：雪》，包含《雪女》《影女》《濡女》。

## 出版信息
日文版
- 今昔百鬼拾遗 鬼（2019年4月19日、讲谈社、ISBN 978-4-06-294035-1）
- 今昔百鬼拾遺 河童 （2019年5月24日、角川文库、ISBN 978-4-04-108045-0）
- 今昔百鬼拾遺 天狗（2019年6月26日、新潮文库、ISBN 978-4-10-135353-1）
- 今昔百鬼拾遺 月（2020年8月7日、讲谈社、ISBN 978-4-06-519019-7 / 2020年9月15日、讲谈社文库、ISBN 978-4-06-519026-5）

繁体中文版
- 今昔百鬼拾遗 鬼（2020年10月8日、独步文化、ISBN 9789579447812）[1]
- 今昔百鬼拾遺 河童 （2021年3月4日、独步文化 ISBN 9789869981071）[2]
- 今昔百鬼拾遺 天狗 （2021年5月29日、独步文化、ISBN 9789865580292）[3]

简体中文版
- 今昔百鬼拾遺 月（2023年1月1日、世纪文景、ISBN 9787208174887）

## 主要登场人物
中禪寺 敦子（Chuuzenji Atsuko）
京極堂之妹，《稀譚月刊》的編輯。《鬼》的时间节点时24岁。
詳情請參閱「百鬼夜行系列#主要人物的家人」。
吳 美由紀（Kure Miyuki）
14岁（《鬼》的时间节点），《络新妇之理》的登场人物，在圣伯纳德女学院的一系列离奇谋杀案中失去了许多朋友和熟人。在事件之后本打算放弃继续升学，但是在柴田理事长的帮助下进入东京的寄宿制女校继续学习。
在《鬼》的事件中失去了好友片仓春子，因对事件抱有怀疑希望能寻求京极堂和榎木津的帮助。但是二者都在外出旅行途中，并且遭遇到了事件无法脱身（疑似鵼之碑的事件），所以由中禅寺敦子代为处理。
鳥口 守彥（Toriguchi Morihiko）
關口偶爾撰稿的雜誌《月刊實錄犯罪》之編輯。極度路癡，且容易用錯成語及典故。對攝影有著興趣。
敦子的熟人和协助者。对敦子抱有好感。
詳情請參閱「百鬼夜行系列#主要登場人物」。
益田 龍一（Masuda Ryuuichi）
「薔薇十字偵探社」的偵探助手。处理侦探社的一般事务，在《络新妇之理》的事件中和吴美由纪相识。
詳情請參閱「百鬼夜行系列#主要登場人物」。
贺川 太一
玉川署刑事课捜査一系的刑警。在《鬼》中，是「昭和试刀手事件」的案件负责人。在后续的《天狗》中将管辖范围内发生的失踪事件的信息传递给了敦子。外号是“小朋友刑警”。
和青木文藏是同期，每年都会聚会几次。他间接参与了武藏野分尸事件的调查。

## 今昔百鬼拾遗 鬼
昭和28年9月至昭和29年2月间，东京新落成的驹泽野球场附近发生了被称为「昭和试刀手事件」的七起使用日本刀的无故伤害事件。吴美由纪的朋友，也是第七名被害者·片仓春子生前曾经担心自己会因为自己因祖先的诅咒而被杀。吴美由纪找到了一年前认识的京极堂的妹妹敦子着手破案。 调查中发现，片仓家的三名女子竟然被土方岁三所留下的无名日本刀杀死。
片仓 春子
「昭和试刀手事件」的第七名受害者。美由纪现在就读学校的学姐，是美由纪转学后第一个朋友。16岁，体格很小和敦子差不多。家中为下谷的刀剑店“片仓刀剑铺”。 她畏惧自身血脉的诅咒·每代的女子都会被刀剑所斩杀。 昭和29年2月27日晚上10点左右，在学校旁边的一块空地上被杀害。
宇野 宪一
据说是「昭和试刀手事件」事件的犯人。战争孤儿，12岁时被磨刀师收为徒弟，17岁时被逐出师门。短暂在车床厂打工又被开除后，来到片仓家帮忙。据吴美由纪描述，他看起来和气、老实，感觉忠心耿耿。实际年龄大概19岁，但看起来像是24、5的样子。
在片仓春子被杀害的现场手持凶器被抓，承认自己是前六起事件的凶手并称自己正和片仓春子交往。
片仓 势子
片仓春子的母亲。
大垣 喜一郎
宇野宪一磨刀匠时期的师傅，70岁左右。与儿子的关系疏远，独自照顾96岁的老父。祖父曾对土方岁三所留下的日本刀有着深深的执念。
大垣 弥助
大垣喜一郎的父亲，96岁。战后将宇野宪一误以为是自己的家人捡回家。年轻时候继承了父亲对土方岁三双刀的执念，在片仓柳子死亡后意外接到了磨刀的委托，之后将两把刀买下。将有刀铭的11代和泉兼定送回日野，后来又将无刀铭的刀送给片仓涼。
大垣 喜助
大垣喜一郎的儿子，与父亲和祖父的关系不好。离开家在松户一代结婚生子，很少和家里联络。
保田 达枝
“片仓刀剑铺”邻居家85岁的老奶奶，在东京的轰炸中失去了儿子和儿媳，孙子也在战争中丧生。
和片仓柳子也相熟，年轻的时候是艺者。柳子被杀后，辞去艺妓事业，嫁给了园艺行的老板，但因丈夫的恶习而离婚。
片仓 柳子
片仓春子的姑奶（祖父利蔵的妹妹），生前是日本桥的艺伎。18岁时曾入选“东京百大美女”，被横滨出身的依田仪助纠缠，后来被对方用日本刀斩杀。享年18岁。
片仓 静子
片仓春子的姑姑（父亲欣造同父异母的妹妹），昭和11年的5月被闯入的强盗用日本刀砍死。
片仓 涼
片仓春子的曾祖母，利蔵和柳子的母亲。小时家中也曾经营刀剑铺，后来父亲用刀砍死母亲并上吊自杀。在依赖片仓家处理了家业后，独自带着杀死母亲的刀流浪，多年后回到东京嫁入片仓家。女儿柳子死后曾前往大垣家寻求杀死女儿的日本刀。

## 今昔百鬼拾遗 河童
昭和29年夏天，東京淺草一帶出現專挑男子下手的偷窺狂，謠傳是河童所為，在女學生之間蔚為話題。這段期間，薔薇十字偵探社接到一件涉及仿造寶石的古怪委託，偵探助手益田找上《稀譚月報》的記者中禪寺敦子商談。原來千葉縣夷隅川發現下半身赤裸的兩具浮屍，當中包括仿造寶石事件的關鍵人物。敦子懷疑內情不單純，於是動身前往案發地點。
另一方面，在春天發生的鬼刀殺人案中，與敦子結識的女學生吳美由紀，到千葉縣的親戚家過暑假，造訪古蹟河伯神社時，碰上妖怪研究家多多良，有著奇妙緣分的一行人竟在附近河川發現一具浮屍……
三芳 彰
食品模型制作厂的职工，接到童年好友久保田的委托制作原属于“高贵”之人被盗的钻石。在委托完成一周后发现久保田死亡，前往警局后被作为关系人拘禁。后来发现有明确的不在场证明被释放，委托蔷薇十字侦探社探寻事情的真相。
久保田 悠介
连续溺死事件的第一名死者。三芳的童年好友，战争结束复原后和前战友等盗取了属于“高贵”之人的钻石。之后在远洋鱼业相关的企业就职，第五福龙号事件导致失业。在拿到三芳制作的假宝石一周后在千叶的大喜多町夷隅川发现下半身赤裸溺毙。
在战后的某起事件中失去了右手。
广田 丰
连续溺死事件的第二名死者。久保田的朋友，50岁左右。出身广岛，在原子弹爆炸中失去了一切流落到了东京。擅长游泳，有着“河童”的外号。在三芳前往警局的那天，在夷隅川水系的平泽川发现他和久保田同样死状的尸体。
龟山 智嗣
连续溺死事件的第三名死者。久保田的战友，已婚，住在御徒町附近。被多多良、美由纪、淳子、古谷发现下半身赤裸溺毙的尸体。
菅原 市祐
久保田的朋友，看上去很恶质的肌肉男。有三次勒索抢劫的前科。
川濑 敏男
久保田的战友，看起来十分瘦弱。开战后将儿子香奈男放到朋友的养鸡场后成为志愿兵出征。战争结束复员后加入了久保田一伙人的谋划，后失踪。
川濑 香奈男
敏男的儿子，过着穷困的生活。一度曾和久保田在同一家企业工作，后来因为和久保田相同的原因被解雇。
仲村 幸江
浅草团子屋「仲村屋」的第三代老板娘，29岁。和三芳与久保田是童年好友，给益田和敦子提供了七年前久保田一伙人的密谈信息。
入川 芽生
幸江丈夫哥哥的女儿，在「仲村屋」工作帮忙。记忆力很好，还记得多年前来过的客人的信息。
桥本 佳奈
美由纪的同学。在六岁前住在宫崎。
市成 裕美
美由纪的同学。祖母是岩手人。
小泉 清花
美由纪的同学。世代居住在东京。
南云 淳子
比美由纪大五岁的表姐，美由纪母亲姐姐的女儿。在总元村村公所工作，在陪美由纪散步的时候成为了龟山尸体第一批发现人之一。
多多良 胜五郎
在野妖怪、民俗传承研究家。在《稀谭月报》上撰稿。在河童取材的过程中来到了房总一代的河伯神社，在旅途中发现了龟山的尸体。
古谷 祐由
《稀谭月报》的编辑。作为替代调查第五福龙号事件的敦子陪同多多良在房总取材。龟山尸体第一批发现人之一。
稻场 麻佑
总元村小学前校长的外孙女，香奈男的小学同学。
矶部
曾在《络新妇之理》中登场的千叶县本部的巡查。对一般民众的态度较为恶劣。
池田 进
总元村派出所的巡查，远内出身，对川濑家熟识。
小山田
千叶县警搜查一课的刑警。
比嘉 宏美
千叶县警唯一的女警，祖父来自冲绳。因为矶部对一般市民的态度所以被调派过来协助。

## 今昔百鬼拾遗 天狗
昭和29年10月，背負家人期望成為私立才媛女校的高中生——吳美由紀，連續經歷兩起駭人案件後，前往拜訪曾幫助她的偵探。不巧，議員千金——篠村美彌子，正在商談委託事宜，原來她的好友美智榮在高尾山上失蹤，街坊謠傳是遇見「天狗」，遭到神隱。美彌子和美由紀頗為投緣，相約到高尾山探查，卻摔落陷阱……
另一方面，美由紀的忘年之交、《稀譚月報》的記者中禪寺敦子得到消息，有一對女同戀人的遺體，分別在高尾山和迦葉山尋獲。而且，其中一人的身上居然穿著失蹤的美智榮的衣服！
篠村 美弥子
曾在《百器徒然袋：雨》中登场的议员的女儿。才女，精通马术、薙刀和茶艺，能使用三国语言。
为了调查是枝美智荣失踪的真相，前往寻求榎木津的帮助。在蔷薇十字侦探社遇到了美由纪，成为朋友并共同探索事件的真相。
是枝 美智荣
美弥子的好友，大企业社长的女儿。喜好登山，经常美弥子一同登山。在8月15日高尾山登山的过程中失踪，两个月后她失踪时的衣物被发现穿在自杀的葛城幸身上。
性格非常好，如果有人寻求帮助一定会帮忙。长得有一点像狗，被美弥子称作小汪或小是。
天津 敏子
天津家的独生女，22岁。和看不起妇女的祖父与父亲关系十分恶劣。渴望职业女性，有着同性恋人葛城幸。8月15日凌晨离开家前往高野山，之后发现在高野山自杀。
葛城 幸
在信用金库工作的职业女性。在和插花课上认识的敏子成为恋人。他和敏子在同一天失踪，两个月后发现穿着美智荣的衣服自杀。
秋叶 登代
居住在柴又的女性小学老师。虽然没有宗教信仰，但是热爱寻访寺庙。每周末都会外出寻访寺庙，非常受到孩子们的喜爱。8月15日前往高尾山药王院参拜，之后消失。她寻访时穿着的衣物后来在山中被发现。
天津 藤蔵
天津家的家长，敏子的父亲。趁着战后复兴的机会拓展营造的事业。15年前妻子死后一直没有续弦。
天津 宗右卫門
天津藤蔵的父亲，70岁左右。父亲是日俄战争时期的军人、祖父是萨摩藩的武士。家教严格且死板，从小对儿子说一不二。
在知道孙女喜欢女人后认为她是家门的耻辱，试图杀死她。
熊泽 金次
在百器徒然袋：雨中曾登场。50岁上下，看起来孔武有力。在“鸣釜”事件后和美弥子成为好友。会叫美弥子“小美”。
宮田
美弥子的司机。
青木 文蔵
警察厅调查一课的刑警，对敦子有好感。陪敦子和美由纪探索高尾山中的陷阱。
詳情請參閱「百鬼夜行系列#主要登場人物」。

## 相关项目
- 鬼
- 河童
- 天狗
- 特殊恐惧症
- 河伯
- 尸蜡
- 神隐
- 同性恋